# 里基·贝里
里基·艾伦·贝里（英語：Ricky Alan Berry，1964年10月6日—1989年8月14日），美国NBA联盟前职业篮球运动员。他在1988年的NBA选秀中第1轮第18顺位被萨克拉门托国王选中。